# اورین اپشا
اورین اپشا (انگلیسی: Orrin Upshaw؛ ۲۳ ژوئیهٔ ۱۸۷۴ – ۱۵ اوت ۱۹۳۷) ورزشکار رشته طناب‌کشی اهل ایالات متحده آمریکا بود.